# Валерій Голобородько
Валерій Голобородько — американський підприємець. Почесний консул України в Сіетлі (США).

## Життєпис
Народився в Україні. Закінчив магістратуру юридичного факультету Київського національного університету імені Тараса Шевченка, а також здобув ступінь бакалавра в Міжнародному християнському університеті за напрямком управління інформаційними системами.
У віці 24 років він переїхав до США. Там він став активним членом американської і української громади. Валерій є членом ради директорів американсько-європейської місії Вефіль.
У 2009 році Валерій Голобородько заснував Goel Payment Solutions, компанію, яка забезпечує повний спектр електронних платежів, передачі послуг, яку він очолює як президент та виконавчий директор.
Також він був одним із засновників і президентом Friends of Ukraine organization. Засновником Української бізнес асоціації, яка сприяє налагодженню співпраці між американськими і українськими підприємствами, яка згодом об'єдналася з Українською торгово-промисловою палатою штату Вашингтон, де Голобородько отримав місце в раді директорів.
У 2014 році був призначений Почесним консулом України з консульським округом, який охоплює штати Вашингтон і Орегон.
З 2016 року Валерій є активним членом консультативної ради слов'янського департаменту, Університет Джорджа Вашингтона.

## Нагороди
- Орден «За заслуги» ІІІ ступеня (Україна, 23 серпня 2022) — за значні особисті заслуги у зміцненні міждержавного співробітництва, підтримку державного суверенітету та територіальної цілісності України, вагомий внесок у популяризацію Української держави у світі.[4]